# Zentrum für Selbstbestimmtes Leben Schweiz
Das Zentrum für Selbstbestimmtes Leben Schweiz war Teil der seit den 1970er-Jahren bestehenden europäischen Behindertenbewegung und der weltweiten „Selbstbestimmt-Leben-Bewegung“ (kurz „SL-Bewegung“). Weil keine Nachfolge für die Geschäftsleitung gefunden werden konnte, wurde das Zentrum 2018 geschlossen.

## Geschichte
Das ZSL Zürich wurde 1996 von 13 Menschen mit Beeinträchtigungen gegründet. Die Gründung wurde durch einen Initialbeitrag der Schweizerischen Vereinigung der Gelähmten (SVG/ASPr) ermöglicht. 1998 erfolgte die Eintragung als Genossenschaft in das Schweizerische Handelsregister.
Im Jahr 1997 campierten ZSL-Aktivisten während drei Tagen im Berner Kocherpark, um gegen eine Begrenzung der durch die Krankenkassen gedeckten Spitexleistungen auf 60 Stunden pro Quartal zu demonstrieren.
Im selben Jahr führten die SBB die neuen Doppelstockzüge IC2000 ein, welche in allen zukünftig produzierten Waggons über hochklappare Sitze verfügen und damit für behinderte Menschen im Rollstuhl benutzbar sind. Das ZSL beansprucht den Einbau dieser Abteile als Erfolg seiner sechs SBB-Demonstrationen.
Im Jahr 2006 führte das ZSL das Referendum gegen die 5. IV-Revision an und stellte sich damit gegen Behindertenverbände wie beispielsweise Pro Infirmis und Pro Mente Sana. Das ZSL unterlag in der Volksabstimmung mit 59,1 % Ja-Stimmen.
Seit 2009 setzt sich das ZSL per E-Petition für die Ratifizierung der UNO Konvention über die Rechte von Menschen mit Behinderungen in der Schweiz ein. Diese langwierige Auseinandersetzung hat sich am 15. April 2014 bezahlt gemacht, als die Schweiz die UNO Konvention über die Rechte von Menschen mit Behinderungen ratifizierte. Einen Monat später, am 15. Mai 2014, trat sie in Kraft. Mit 1. Dezember 2018 beendete das ZSL seine Arbeit, weil es nicht gelungen war eine geeignete Nachfolge für die Geschäftsleitung zu finden.

## Politische Arbeit und Peer Counseling
Das ZSL setzt sich für Gleichberechtigung, Persönliche Assistenz, subjektorientierte Hilfsmittelfinanzierung und eine barrierefreie Gesellschaft ein. Es ist in zahlreichen Gremien vertreten und regelmässig in Printmedien, Radio und TV präsent.
Ausserdem unterhält das ZSL eine Homepage mit einer Linksammlung zu aktuellen Nachrichten zum Thema Behinderung, sowie den Youtube-Kanal „SL-TV“, auf dem regelmässig selber produzierte Kommentare, Interviews und Parodien erscheinen.
Es bietet zudem kostenloses Peer Counseling an. Dabei handelt es sich um Beratung von Menschen mit Beeinträchtigungen durch dafür ausgebildete, Menschen mit derselben Beeinträchtigung.

## Philosophie der SL-Bewegung
Die SL-Bewegung betrachtet die Kategorisierung von Menschen als „behindert“ als eine dem Rassismus verwandte Abwertung der so kategorisierten Menschen durch die Gesellschaft. Weil „behinderte“ Menschen von einer fiktiven Norm abweichen, werden sie bevormundend behandelt und von öffentlichen Dienstleistungen ferngehalten.
Daher lehnt die SL-Bewegung Sonderlösungen karitativer Natur ab und fordert stattdessen, im Sinne der allgemeinen Erklärung der Menschenrechte, dass „behinderte“ Menschen als gleichberechtigte Angehörige der demokratischen Gesellschaft akzeptiert werden und ihre Interessen selber vertreten dürfen sollen.
Da sich die SL-Bewegung mit dem gesellschaftlichen Aspekt der „Behinderung“ befasst und nicht mit dem medizinischen, arbeitet sie diagnoseübergreifend für alle als „behindert“ kategorisierte Menschen. Solche Menschen mit verschiedenen Diagnosen sollen sich nicht gegeneinander ausspielen lassen, sondern zusammenarbeiten.

## Organisation
Die Trägerschaft des Zentrums für Selbstbestimmtes Leben Schweiz teilt sich in zwei Organisationen: Die Aktiv-Mitglieder waren in der Genossenschaft Selbstbestimmtes Leben organisiert und arbeiteten aktiv mit, während Passiv-Mitglieder (ca. 250) im Förderverein Selbstbestimmtes Leben organisiert waren und mit ihren Mitgliederbeiträgen einen Teil der Finanzierung beisteuerten.

## Finanzierung und Mittelverwendung
Die Gesamteinnahmen beliefen sich 2009 auf 157'488 Schweizer Franken (2008: 124'346 Franken, 2007: 192'909 Franken). Davon steuerte das Bundesamt für Sozialversicherungen (BSV) über einen Leistungsauftrag jährlich rund 113'000 bis 117'000 Franken bei. Die übrigen Erträge stammen vom Förderverein Selbstbestimmtes Leben, aus Einnahmen aus Vorträge sowie in einem kleineren Rahmen aus Spenden.
Laut Jahresrechnung 2009 verbuchte die Genossenschaft Selbstbestimmtes Leben 27 Franken für Aufwendungen für Projekte (2008: 24 Franken, 2007: 131 Franken), 109'902 Franken für Personalaufwand (2008: 110'124 Franken, 2007: 112'672 Franken), 31'841 Franken für Allgemeiner Betriebsaufwand (2008: 25'432 Franken, 2007: 28'801 Franken) und 2'493 Franken für Abschreibungen (2008: 1'570 Franken, 2007: 1'579 Franken).
Die Genossenschaft verfügt über ein Genossenschaftskapital von 1'700 Franken und per Ende 2009 über 60'039 Franken Eigenkapital.

## Kritik
Die ebenfalls der Selbstbestimmt Leben Bewegung angehörende schweizerische Behindertenorganisation „selbstbestimmung.ch“ kritisiert das ZSL Schweiz und seine Trägerorganisationen für ihren Auftritt als „Schweizerische SL-Bewegung“. Laut selbstbestimmung.ch werde dadurch ein Alleinvertretungsanspruch des ZSLs für die Schweiz suggeriert, obwohl es sich bei der SL-Bewegung um eine Philosophie handle, der sich eine offene, schwer abzugrenzende Zahl von Organisationen und Einzelpersonen zugehörig fühlen würden.
Tatsächlich ist selbstbestimmung.ch nicht die einzige SL-Organisation der Schweiz, die organisatorisch nicht mit dem ZSL verbunden ist. Auch die Gruppe JA-SL der Katholischen Behindertenseelsorge des Kantons Zürich beruft sich auf die Selbstbestimmt Leben Bewegung.